# Salto (视频点播平台)
Salto 是法国的一个影片点播平台。平台于2020年10月20日正式上线，2023年3月27日关闭。

## 历史
2018年，法国电视、TF1集团与法国电视六台决定联合成立一个视频点播平台以与Netflix、Amazon Prime等竞争。2019年8月12日，法国竞争管理局正式准许此计划。